# Filomena Moretti
Filomena Moretti (née en 1973 à Sassari, en Sardaigne) est une guitariste classique italienne.

## Biographie
La guitariste italienne Filomena Moretti est née à Sassari en 1973, diplômée du Conservatoire de Sassari dont elle a reçu le premier prix. Elle poursuit ses études avec Ruggero Chiesa. Elle a remporté plusieurs concours internationaux : 
- 1985-1987 Premier Prix et « Mention Spéciale » au concours Mondovi ;
- 1991 Premier Prix « Golfo degli Angeli » au concours Cagliari ;
- 1992 Deuxième Prix « E. Pujol » au Concours International de Sassari ;
- 1993 Premier Prix au Concours International de Stresa ;
- 1993 Deuxième Prix au Concours Fernando Sor de Rome ;
- 1995 Premier Prix et mention spéciale au Concours International d'Alessandria ;
- 1996 Premier Prix au Concours de l'ARAM (Canada).

En 1993, elle obtient une bourse pour poursuivre ses études avec Oscar Ghiglia à l'Académie Chiagana de Sienne.
Filomena Moretti a joué en Italie et dans toute l'Europe, invitée par quelques-unes des plus prestigieuses institutions musicales : 
- la Spiegelsaal du Museum für Kunst und Gewerde à Hambourg ;
- la Gartensaal du Château de Wolfsburg, Zittadelle de Berlin ;
- Varsovie (Fondation Chopin) ;
- Cracovie (deux fois de suite) ;
- par la Societa dei concerti du conservatoire Giuseppe Verdi de Milan ;
- au Salone della Musica à Turin ;
- par le Musicora à Paris.

Elle a participé à plusieurs master-classes avec A. Diaz, D. Russel, J. Bream, J. Tomas, M. Barrueco.
Filomena Moretti a également joué avec des orchestres de premier plan. Son vaste répertoire comprend les plus importantes pièces et concertos pour guitare et orchestre. Elle a parcouru l'Italie en mars 1999 avec la célèbre danseuse de flamenco Tena Lucero. En juin 1999, elle a interprété le concerto pour guitare et orchestre de Mauro Giuliani avec la Società dei Concerti du conservatoire Verdi de Milan. En France, elle est apparue aux TransClassiques à La Cigale à Paris, aux Flâneries musicales de Reims, au Festival de Radio France à Montpellier, au Festival Jeune Soliste d'Antibes. Ses concerts ont été diffusés sur Muzzik et Mezzo TV. Elle a également été invitée par la chaîne de télévision France 2.
Filomena Moretti a enregistré deux CD pour les labels Phoenix et Stradivarius. La sortie de l'intégrale pour guitare solo de Joaquin Rodrigo sous le label Stradivarius lui a valu la première page du magazine italien Classica. En 1998, elle a reçu le « Golden Guitar » pour son enregistrement de Fernando Sor pour le label Stradivarius. Pour le label Transart UK, elle a enregistré un double album de morceaux pour luth de Jean-Sébastien Bach transcrits pour la guitare.

## Discographie
Label : TRANSART Live
- 1 cd : Dowland-Mudarra-Bach-De Falla-Barrios-Rodrigo-Albeniz-Tarrega (15 titres - mars 2002).
- 1 cd : J.S.Bach Volume I - Partita bwv1006A - suite bwv995 - suite bwv996 (19 titres - mars 2004).
- 1 cd : Italian Music for Flute and guitar Andrea Griminelli & Filomena Moretti (11 titres - mars 2005).
- 1 cd : Heitor Villa-Lobos - Guitar Works (18 titres - mars 2006).
- 1 cd : J.S.Bach Volume II - Prelude bwv999 - suite bwv997 - sonate bwv1001 - partita bwv1004 (15 titres - avril 2008).
- 1 cd : Jeux Interdits & Other famous guitar encores (17 titres - juin 2010).
- 1 cd : Sor, Paganini, Villa-Lobos and Solbiati: Poetry and Virtuosity (16 titres - juillet 2010).